# 弯月小卷蛾属
弯月小卷蛾属（学名：Saliciphaga）是卷蛾科下的一个属。

## 下属物种
本属包括以下物种：
- 弯月小卷蛾 Saliciphaga acharis (Butler, 1879)
- 大弯月小卷蛾 Saliciphaga caesia Falkovich, 1962